# Terry Pegula
Terrence Michael "Terry" Pegula, född 27 mars 1951, är en amerikansk företagsledare som var grundare av den amerikanska naturgasbolaget Eastern Resources, vilket han var president och vd för mellan 1983 och 2010. Företaget såldes det året till brittisk-nederländska petroleumbolaget Royal Dutch Shell för 4,7 miljarder amerikanska dollar.
Han är också ägare och styrelseordförande för Pegula Sports and Entertainment, som agerar ägarbolag till Buffalo Bills i National Football League (NFL) och Buffalo Sabres i National Hockey League (NHL).
Den amerikanska ekonomiskriften Forbes rankade Pegula till att vara världens 424:e rikaste med en förmögenhet på 7,6 miljarder dollar per den 2 juni 2025.
Han är far till Jessica Pegula.